# Frank Baur
Frank Baur (Vilvoorde, 20 april 1887 - Waasmunster, 9 januari 1969) was een Belgisch senator en hoogleraar.

## Levensloop
Franciscus Johanna Baur was de zoon van Jozef Baur (1856-1936) en Joanna Van Rompay (1858-1894). Jozef Baur hertrouwde met Emilia Holm (1861-1950). Uit het eerste huwelijk sproten twee kinderen, uit het tweede vijf. Frank Baur bleef vrijgezel.
Hij promoveerde in 1920 tot doctor in de wijsbegeerte en letteren aan de Katholieke Universiteit Leuven met een proefschrift onder de titel Letterkundige geschiedschrijving als wetenschap. Hij werd hoogleraar aan de Universiteit Gent (1927-1957).
Als hoogleraar Germaanse talen kreeg Baur vooral bekendheid als kenner van Guido Gezelle en Albrecht Rodenbach. Hij publiceerde uitgebreid over beiden, was uitgever van hun verzamelde werken en gaf talloze voordrachten over hen.
Na zijn overlijden op 9 januari 1969 vond hij zijn laatste rustplaats op de begraafplaats Campo Santo te Sint-Amandsberg.

## Senator
In 1946 en tot in 1954 was Baur CVP-senator voor het kiesarrondissement Gent-Eeklo. Hij dankte zijn verkiezing voornamelijk aan zijn grote trouw tegenover koning Leopold III van België.
Baur was eerst briefwisselend lid, vervolgens werkend lid van de Koninklijke Vlaamse Academie voor Taal- en Letterkunde. Hij schreef talrijke artikelen in Verslagen en mededelingen van de Koninklijke Vlaamse Academie voor Taal- en Letterkunde

## Publicaties
- René De Clercq. Een letterkundige studie, Brussel, 1908
- Berten Rodenbach, Brussel, 1909
- Onze dichters der Heimat. Proeve van een dichterstudie, Den Haag - Brussel, 1909
- Uit Gezelle's Leven en Werk, Leuven, Davidsfonds, 1931
- Jubileumuitgave van Gezelle's Verzamelde werken, 1930-1939
- Gedichten van Gezelle - Bloemlezing samengesteld door prof. dr. F. Baur, Standaard Boekhandel - Antwerpen, 1946
- Geschiedenis van de letterkunde der Nederlanden, 1939-1983
- De Nederlandse letterkunde in honderd schrijvers, 1952
- Bij de honderdste verjaring der geboorte van Mac Leod en Vercoullie, 1957
- Albrecht Rodenbach. Verzamelde Werken
  - Deel I. Het leven - De persoonlijkheid, Tielt, 1960
  - Deel II. Al de gedichten, Tielt, 1956
  - Deel III. Gudrun en dramatische fragmenten, Tielt, 1957
- Hollands-Belgische verhoudingen voor en na, 1969